# Primera divisió espanyola de futbol 1999-2000
La temporada de Primera divisió espanyola de futbol 1999–2000 va ser la 68a edició des dels seus inicis, que va començar el 21 d'agost del 1999 i va acabar el 20 de maig del 2000. El campió de la Lliga va ser el Real Club Deportivo de La Coruña.

## Classificació general
| Posició | Equip               | J  | G  | E  | P  | GF | GC | DG  | PTS. |
| ------- | ------------------- | -- | -- | -- | -- | -- | -- | --- | ---- |
| 1       | Deportivo           | 38 | 21 | 6  | 11 | 66 | 44 | 22  | 69   |
| 2       | FC Barcelona        | 38 | 19 | 7  | 12 | 70 | 46 | 24  | 64   |
| 3       | València CF         | 38 | 18 | 10 | 10 | 59 | 39 | 20  | 64   |
| 4       | Real Zaragoza       | 38 | 16 | 15 | 7  | 60 | 40 | 20  | 63   |
| 5       | Reial Madrid        | 38 | 16 | 14 | 8  | 58 | 48 | 10  | 62   |
| 6       | Alavés              | 38 | 17 | 10 | 11 | 41 | 37 | 4   | 61   |
| 7       | Celta de Vigo       | 38 | 15 | 8  | 15 | 45 | 43 | 2   | 53   |
| 8       | Real Valladolid     | 38 | 14 | 11 | 13 | 36 | 44 | -8  | 53   |
| 9       | Rayo Vallecano      | 38 | 15 | 7  | 16 | 51 | 53 | -2  | 52   |
| 10      | RCD Mallorca        | 38 | 14 | 9  | 15 | 52 | 45 | 7   | 51   |
| 11      | Athletic de Bilbao  | 38 | 12 | 14 | 12 | 47 | 57 | -10 | 50   |
| 12      | Málaga CF           | 38 | 11 | 15 | 12 | 55 | 50 | 5   | 48   |
| 13      | Reial Societat      | 38 | 11 | 14 | 13 | 42 | 49 | -7  | 47   |
| 14      | RCD Espanyol        | 38 | 12 | 11 | 15 | 51 | 48 | 3   | 47   |
| 15      | Racing de Santander | 38 | 10 | 16 | 12 | 52 | 50 | 2   | 46   |
| 16      | Real Oviedo         | 38 | 11 | 12 | 15 | 44 | 60 | -16 | 45   |
| 17      | Numancia            | 38 | 11 | 12 | 15 | 47 | 59 | -12 | 45   |
| 18      | Betis               | 38 | 11 | 9  | 18 | 33 | 56 | -23 | 42   |
| 19      | Atlètic de Madrid   | 38 | 9  | 11 | 18 | 48 | 64 | -16 | 38   |
| 20      | Sevilla FC          | 38 | 5  | 13 | 20 | 42 | 67 | -25 | 28   |

| Lliga de Campions | Qualificació a la Lliga de Campions | Copa de la UEFA | Copa Intertoto | Descens |

Llegenda: J-partits jugats, G-guanyats, E-empatats, P-perduts, GF-gols a favor, GC-gols en contra, DG-diferència de gols, PTS-punts

## Resultats
- Lliga de Campions: Deportivo, FC Barcelona i Reial Madrid
- Qualificació a la Lliga de Campions: València CF
- Copa de la UEFA: Real Zaragoza, Alavés i RCD Espanyol
- Descensos: Sevilla FC, Betis, Atlètic de Madrid
- Ascensos: UD Las Palmas, Osasuna, Vila-real CF

## Màxims golejadors

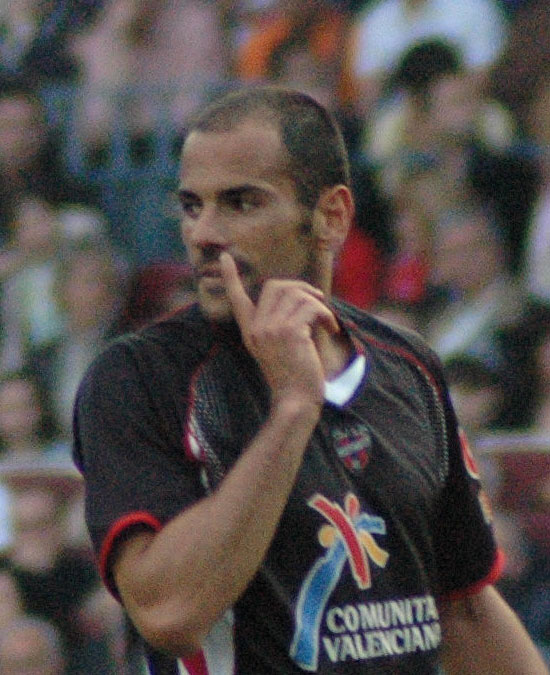
Salva va ser el màxim golejador de la temporada 1999–2000

## Màxims golejadors[1]
| Posició | Jugador                 | Club                | Gols |
| ------- | ----------------------- | ------------------- | ---- |
| 1       | Salva                   | Racing de Santander | 27   |
| 2       | Jimmy Floyd Hasselbaink | Atlètic de Madrid   | 24   |
| 2       | Catanha                 | Màlaga CF           | 24   |
| 4       | Roy Makaay              | Deportivo La Coruña | 22   |
| 5       | Savo Milošević          | Real Zaragoza       | 21   |
| 6       | Diego Tristán           | RCD Mallorca        | 18   |
| 7       | Raúl                    | Reial Madrid CF     | 17   |
| 8       | Patrick Kluivert        | FC Barcelona        | 15   |
| 9       | Gaizka Mendieta         | València CF         | 13   |
| 9       | Víctor                  | Real Valladolid     | 13   |